# Turska kula
Turska kula je uzvisina odnosno omanji brežuljak u Splitu na području Glavičine. Nadmorska visina brežuljka je 53 m. Na tom mjestu stajala je u prošlosti protuturska obrambena kula; odatle ime tom lokalitetu.
U blizini Parka mladeži smješten je stadion Park mladeži na kojem igra drugoligaš RNK Split i na kojem treniraju atletičari ASK-a.
Izvorno je Turska kula bio jedan drugi brježuljak do ovog brježuljka koji danas nosi to ime. Taj prvotni brježuljak nestao je eksploatiranjem.